# Це школа, бро!
«Це школа, бро!» (англ. Adventures in Public School) — американсько-канадський комедійний фільм режисера Кайла Райдаута. У фільмі знімалися Джуді Грір, Даніел Доені, Шивон Вільямс, Рассел Пітерс, Ґрейс Парк, Ендрю Макні, Ендріа Банґ та Ендрю Герр.
Світова прем'єра відбулася на Міжнародному кінофестивалі у Торонто 9 вересня 2017 року під назвою «Public Schooled». В Україні прем'єра фільму відбулася 31 січня 2019 року.

## У ролях
- Джуді Грір — Клер Гіп, мати Ліама
- Даніел Доені — Ліам Гіп, син Клер
- Шивон Вільямс — Анастасія
- Рассел Пітерс — містер Ґермейн
- Ґрейс Парк — Маккензі
- Ендріа Банґ — Отем, донька Макензі
- Ендрю Макні — містер Келлі
- Ендрю Герр — БіДіСі

## Український дубляж
- Яніна Андреєва — Клер Гіп[1]
- Олександр Петренко — Ліам Гіп
- Ірина Кудашова — Анастасія
- Микита Вакулюк — містер Келлі

## Виробництво
У жовтні 2016 року стало відомо, що Джуді Грір була затверджена на роль у фільмі, який зніме Кайл Райдаут за сценарієм написаним у співавторстві з Джошем Епштейном. Епштейн виступить продюсером фільму. Canadian Film Centre та Telefilm Canada фінансуватимуть та продюсуватимуть фільм. У листопаді 2016 року Рассел Пітерс та Даніел Доені приєдналися до акторського складу фільму.

### Фільмування
Знімальний процес відбувався у канадському місті Ванкувер, з листопада по грудень 2016 року.

## Реліз
Світова прем'єра фільму відбулася на Міжнародному кінофестивалі у Торонто 9 вересня 2017 року. Незабаром компанія Gravitas Ventures отримала права на розповсюдження фільму. У грудні фільму увійшов у десятку кращих канадських фільмів за версію Міжнародний кінофестиваль.
В Україні прем'єра фільму «Це школа, бро!» відбулася 31 січня 2019 року, дистрибуцією якого займався Kinolife.